# پزشک مرگ (مجموعه تلویزیونی ۲۰۲۱)
پزشک مرگ یک مجموعه تلویزیونی آنتولوژی درام جنایی آمریکایی است که توسط پاتریک مکمانوس بر اساس پادکستی به همین نام ساخته شد. این داستان بر روی کریستوفر دانچ ،جراح مغز و اعصاب که به دلیل مثله کردن دائمی بیمارانش و کشتن دو نفر از آنها بدنام شد، تمرکز دارد. این مجموعه اولین بار در ۱۵ ژوئیه ۲۰۲۱ در سرویس پیکاک به نمایش درآمد در ژوئیه ۲۰۲۲، این سریال برای فصل دوم تمدید شد.

## داستان
یک پزشک متکبر با سوگند بقراط خود به همان روشی رفتار می‌کند که با بیمارانش رفتار می‌کند. همان‌طور که خودشیفتگی و روان‌پریشی او تشدید می‌یابد، همکارانش و یک دستیار دادستان جوان در صدد متوقف کردن او هستند.

## بازیگران

### فصل ۱

#### اصلی
- جاشوا جکسون در نقش کریستوفر دانچ
- گریس گامر در نقش کیم مورگان
- کریستین اسلیتر در نقش رندال کربی
- الک بالدوین در نقش رابرت هندرسون
- آناسوفیا راب در نقش میشل شوگارت

#### مکرر
- فردریک لنه در نقش دان دانچ
- هوبرت پوینت دو ژور در نقش جاش بیکر
- ماریان پلانکت در نقش مادلین بیر
- گراینگر هاینس در نقش ارل برک
- کلسی گرامر در نقش دکتر جفری اسکادن
- دومینیک برگس در نقش جری سامرز
- مالی گریگز در نقش وندی یانگ
- لیلا رابینز در نقش امی پیل
- داشیل ایوز در نقش استن نواک
- جنیفر کیم در نقش استفانی وو
- کلی کرکلین در نقش دوروتی برک
- مارسلین هوگو در نقش رز کلر

#### ستاره‌های مهمان
- کری پرستون در نقش رابی مک کلانگ

### فصل ۲

#### اصلی
- ادگار رامیرس در نقش پائولو ماکیارینی[۲]
- مندی مور در نقش بنیتا الکساندر[۳]
- ریتا ولک[۴]
- جودی ریس[۴]
- جک دونپورت[۴]
- آنیکا بوراس[۴]
- ساندرا آندریس[۴]

## بازخورد
وب‌سایت بازبینی جمعی راتن تومیتوز، بر اساس ۲۵ نقد، ۹۲ درصد امتیاز تأیید را با میانگین امتیاز ۷٫۴/۱۰ گزارش کرده‌است. اجماع انتقادی این وب‌سایت می‌گوید: «اگرچه بینندگان را کمی بیش از حد در اتاق انتظار نگه می‌دارد، اما پزشک مرگ همچنان یک داستان هولناک از قصور پزشکی است که حول عملکرد به اندازه کافی ناراحت‌کننده جاشوا جکسون متمرکز است». متاکریتیک، که از میانگین وزنی استفاده می‌کند، بر اساس رأی ۱۲ منتقد، امتیاز ۷۵ از ۱۰۰ را به خود اختصاص داده‌است که نشان دهنده «بررسی‌های عموماً مطلوب» است.
کریستن بالدوین از انترتینمنت ویکلی به این سریال نمره A- داد و نقدی نوشت: « این موضوعات و چگونگی آن‌ها به اندازه کافی دلخراش هستند. پزشک مرگ با تمرکز بر افرادی که سال‌ها جنگیدند تا مطمئن شوند کریستوفر دانچ دیگر نمی‌تواند آسیبی وارد کند، موفق می‌شود.»